# Thòlos (tomba)

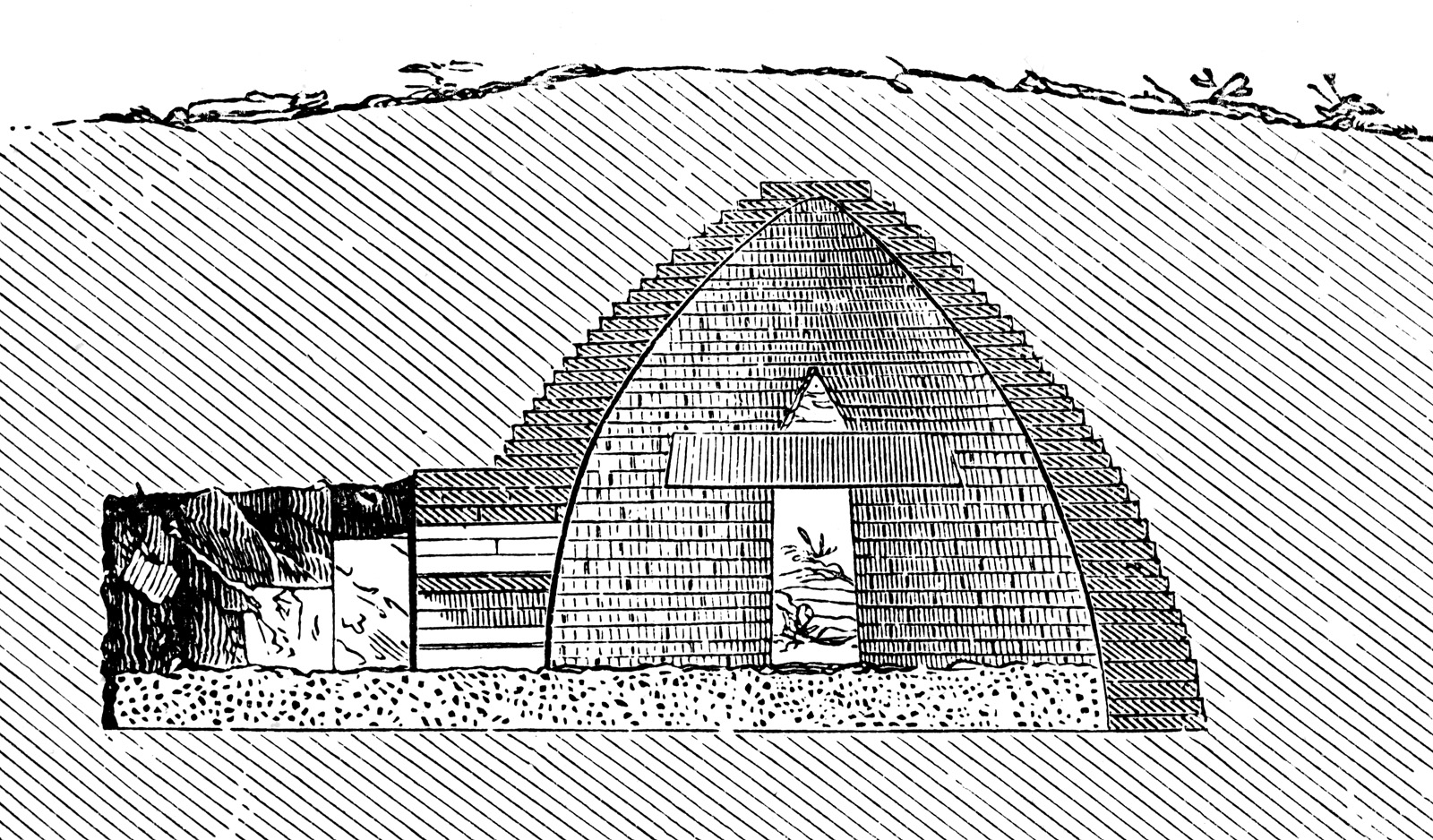
Sezione di una tomba a tholos, il Tesoro di Atreo a Micene

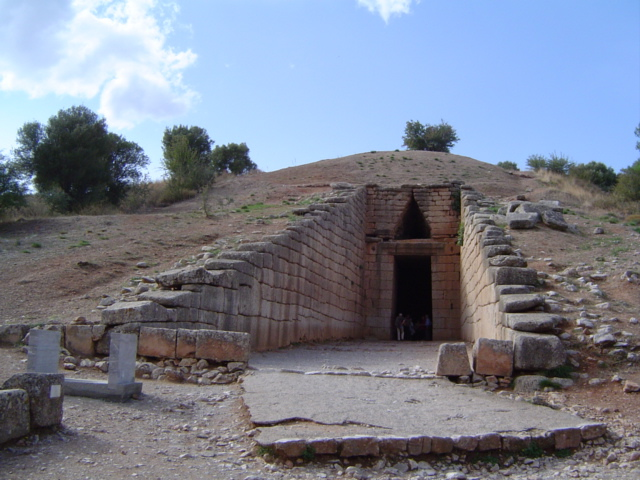
Dromos (entrata) del Tesoro di Atreo

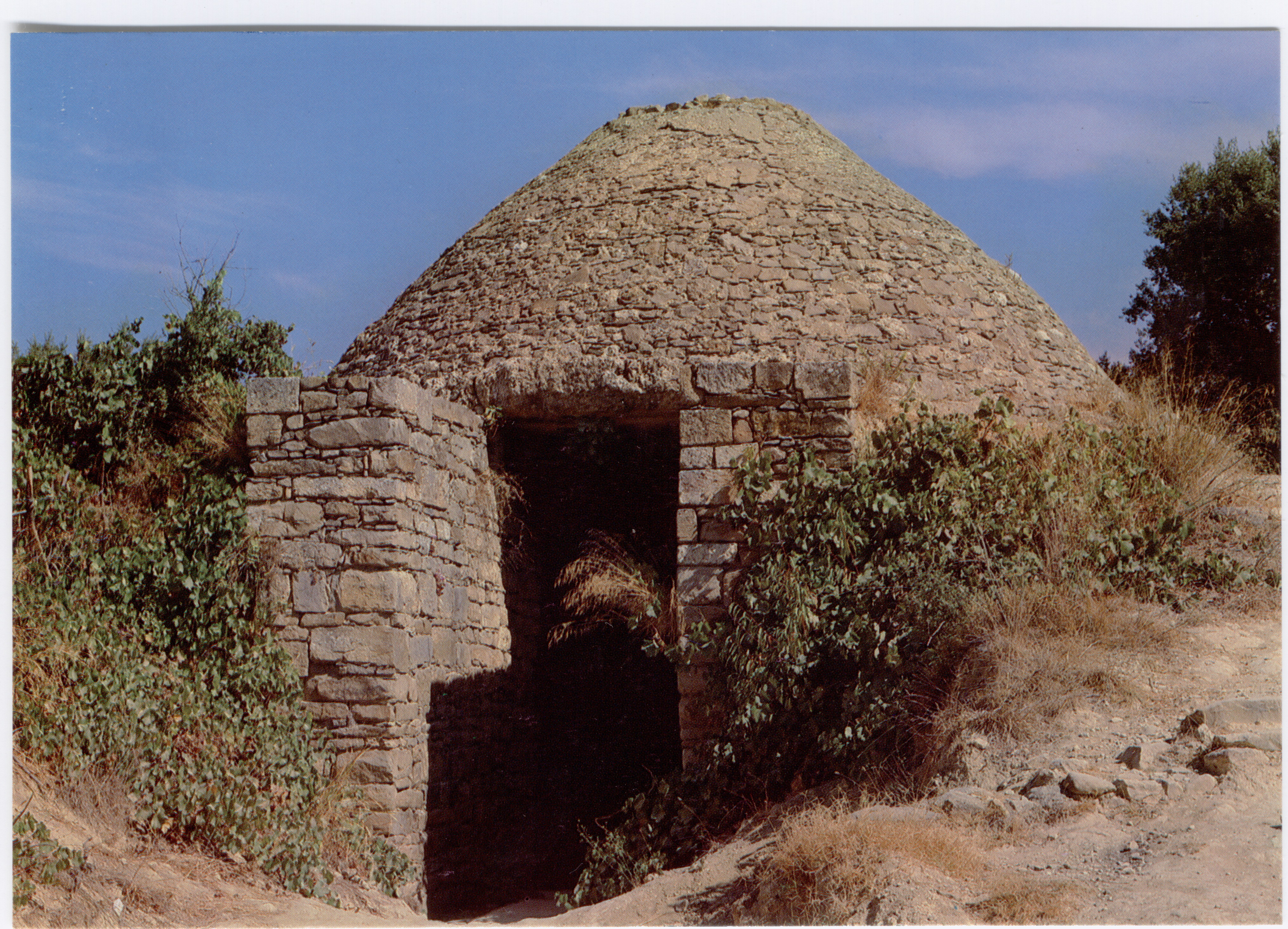
Tomba a tholos nei pressi del Palazzo di Nestore (Pilo di Messenia)

Le tombe a thοlos (θόλος 'cupola' in greco antico; al plurale θόλοι thòloi) sono monumenti funerari risalenti come tipologia alla tarda età del bronzo. Sono costituiti da un vano circolare, spesso sottostante ad un tumulo di terra e coperto con cerchi concentrici di blocchi lapidei a costituire una sezione più o meno ogivale. Dopo il 1500 a.C. l'uso di questi monumenti si diffuse in una vasta area intorno al Mediterraneo. Tombe a tholos vennero realizzate in Egitto, in Sicilia e soprattutto in Grecia per opera della civiltà micenea.
Più in generale in archeologia si intende per tholos una sala circolare, a volte interrata e generalmente realizzata a scopo funerario, coperta con una pseudocupola formata da file concentriche di conci lapidei sempre più aggettanti verso il centro fino a chiudere il vano senza realizzare una struttura spingente come sono le vere cupole.
Ancora più estensivamente è stato spesso chiamato tholos anche il tempio greco a pianta circolare denominato monoptero ed in generale alle costruzioni circolari.

## Medio oriente
Le prime tombe costruite in pietra vengono chiamate anche beehive (alveare), sono situate in Oman, e vennero costruite accatastando pietre piatte originarie delle formazioni geologiche. Vengono costruite intorno al 3.500 a.C., un periodo in cui la penisola araba era soggetta a molte più precipitazioni rispetto alla situazione attuale, ed era culla di una fiorente civiltà in quello che ora è diventato un deserto, ad ovest della catena montuosa che costeggia il Golfo dell'Oman. Non sono mai stati recuperati reperti funebri da queste "tombe", nonostante che la sepoltura sembri l'unico fine attribuibile alla loro costruzione.

## Iberia

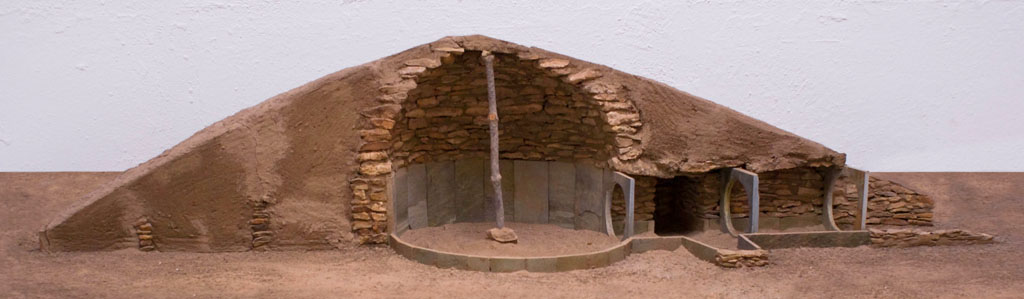
Tomba a tholos di Los Millares.

Durante il Calcolitico tombe a thòlos apparvero anche nella penisola iberica. Sono concentrate essenzialmente nella Spagna meridionale e in Portogallo e vengono collegate alla civiltà di Los Millares e alla successiva civiltà di El Argar.
Coperture a thòlos sono osservabili inoltre nelle fortificazioni dell'età del bronzo della La Mancia conosciute come Motillas.

## Grecia

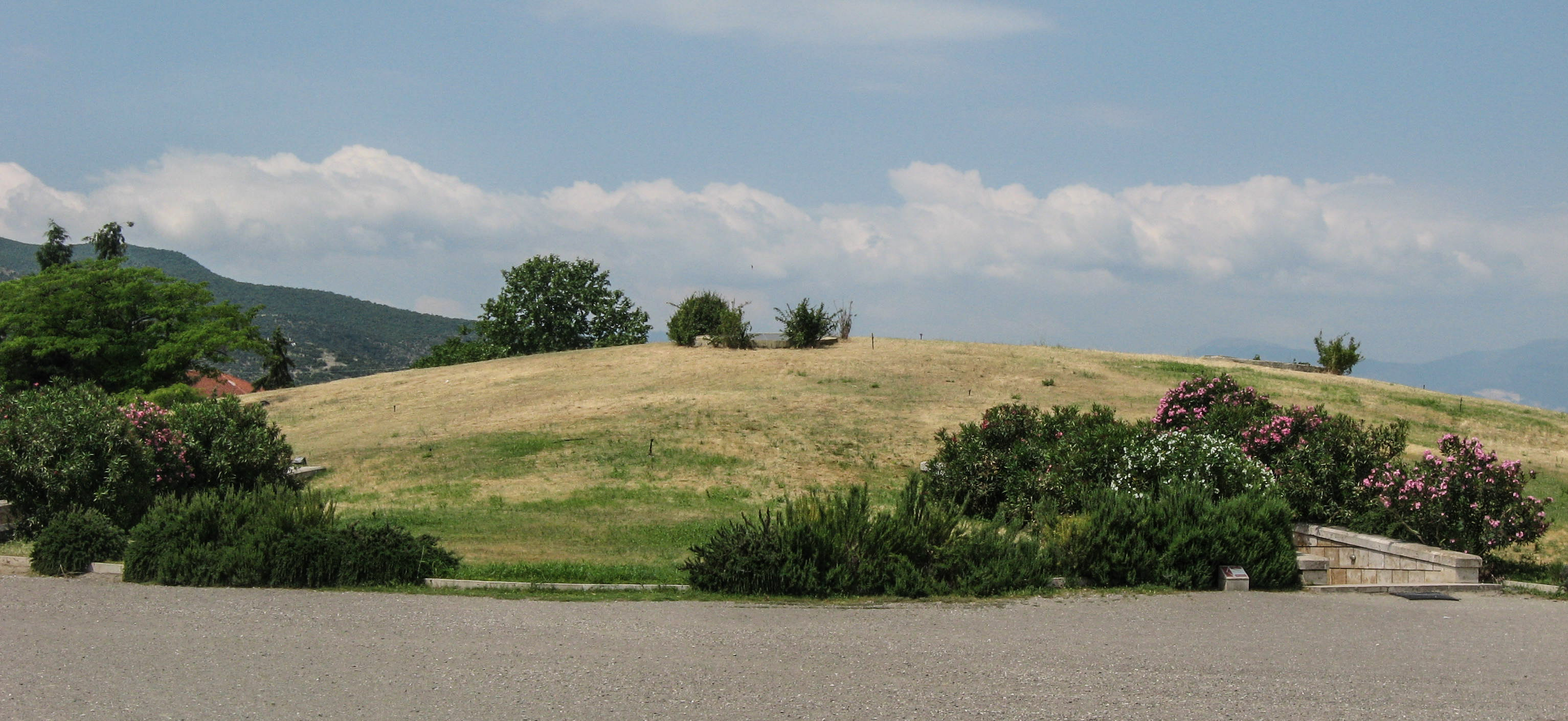
Thòlos della famiglia di Alessandro Magno, con la sepoltura di suo padre Filippo II (IV secolo a.C.), Verghina

Le tombe più imponenti, e quelle che contenevano i tesori più preziosi, sono quelle erette nella tarda età del bronzo in Grecia, anche se sono state ripetutamente vittime dei tombaroli. 
L'abbondanza di questo genere di tombe potrebbe indicare che il loro uso non era riservato solo ai nobili, nonostante la loro dimensione richiedesse una superficie di circa 10-15 metri di diametro, ed altrettanti d'altezza. Il costo era elevato, il che potrebbe far pensare a delle commissioni reali. 
La struttura in tre parti non è sempre chiara nei primi esempi di tholos (ad esempio a Voidhokoilia), ma con il tempo quest'arte architettonica acquistò a Messenia la separazione in camere, stomion (stretto corridoio coperto) e dromos (lungo corridoio a cielo aperto). Le stanze, così come l'ingresso, venivano costruite in muratura, anche nei primi esemplari, e la loro grandezza era un indice per comprendere la potenza del personaggio contenuto. I dromo venivano spesso ricavati da blocchi di pietra, come si può notare anche nei tholos di Micene (II millennio a.C.). Negli edifici più recenti tutte le parti venivano erette utilizzando delle pietre finemente tagliate in forma quadrata.

## Sardegna

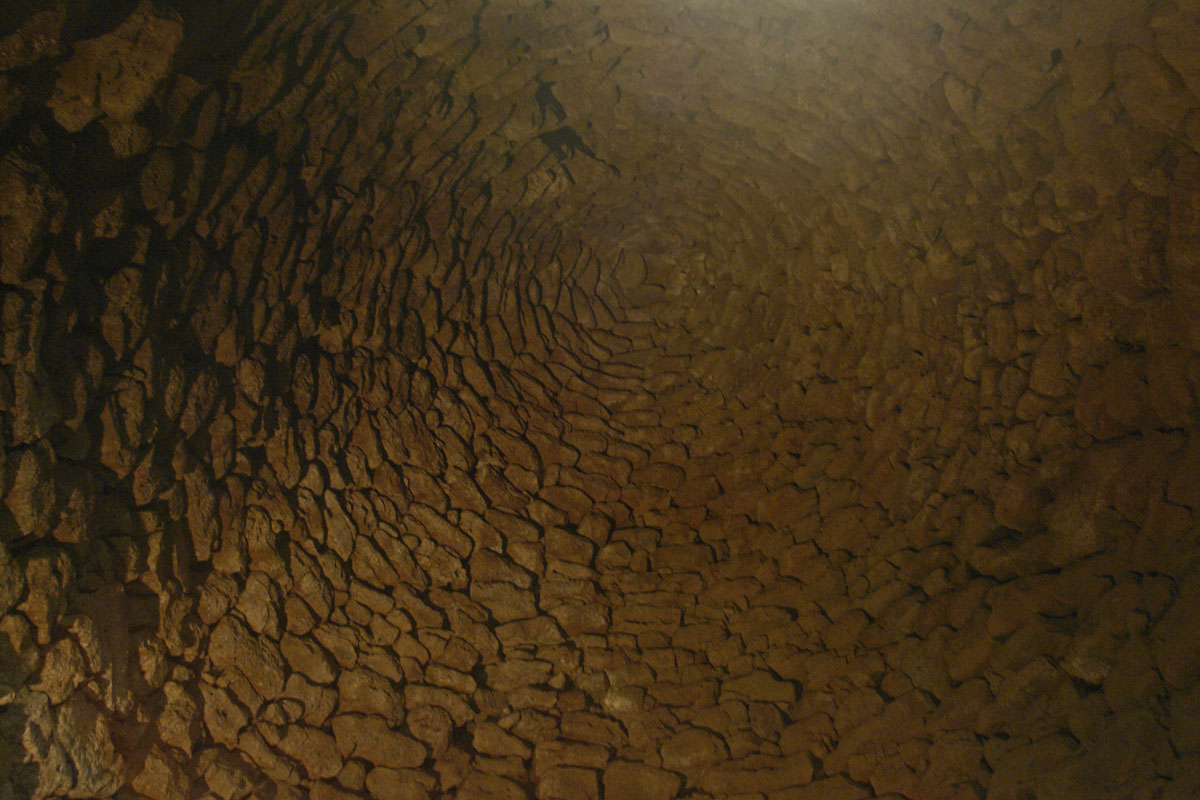
Tholos del Nuraghe Arrubiu

Il primo paragone tra le tholoi e i nuraghi venne fatto dallo storico Giovanni Francesco Fara nel XVI secolo, dopo aver osservato la somiglianza tra i due tipi di costruzione.
I nuraghi a thòlos rappresentano l'evoluzione dei più antichi "nuraghi a corridoio" o "protonuraghi". Secondo la maggior parte degli studiosi i nuraghi avevano una funzione sia di avvistamento e presidio del territorio (nuraghi monotorre) sia di residenza dei capi tribù (nuraghi complessi). Successivamente, in epoca punica-romana, alcuni furono riadattati in templi o depositi, anche se alcuni, come il nuraghe Su Mulinu, furono riadattati a tempio già in tarda epoca Nuragica.

## Etruria
L'uso delle tombe a tholos si diffuse anche nella civiltà etrusca soprattutto nel VII secolo. Si possono ricordare vari esempi di queste sepolture che possono presentarsi raccolte in necropoli (Cerveteri, Tarquinia, Vulci, Vetulonia, Populonia) oppure isolate. Si tratta spesso di tombe familiari, utilizzate dallo stesso clan aristocratico per più generazioni, ricche spesso di decorazioni pittoriche all'interno della camera funeraria, il cui centro è a volte occupato da un pilastro centrale. L'accesso avviene da uno dromos a cielo aperto o coperto. All'esterno il tumulo è delimitato da uno zoccolo (tamburo) in blocchi lapidei.

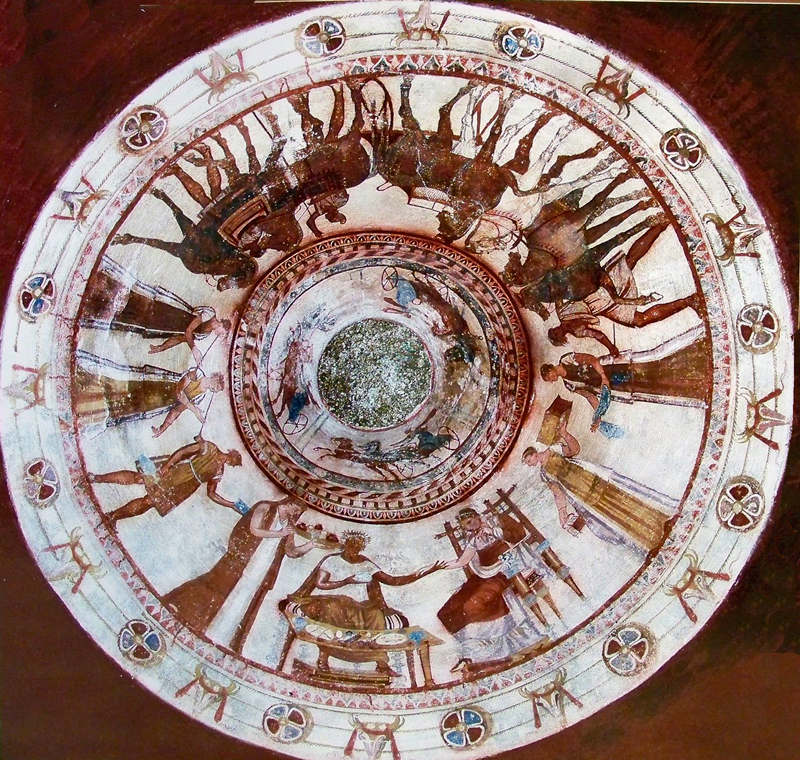
Tomba trace di Kazanlăk: l'affresco che decora la volta della camera funeraria

## Tracia
La tomba di Kazanlăk, risalente al IV-III secolo a.C., è un importante esempio di edificio funerario a thòlos della Tracia, l'attuale Bulgaria. Le pareti sono riccamente decorate di stucchi e affreschi con scene di vita dei deceduti. Questi tumuli sono conosciuti in bulgaro con il nome di mogili.

## Costruzioni rurali

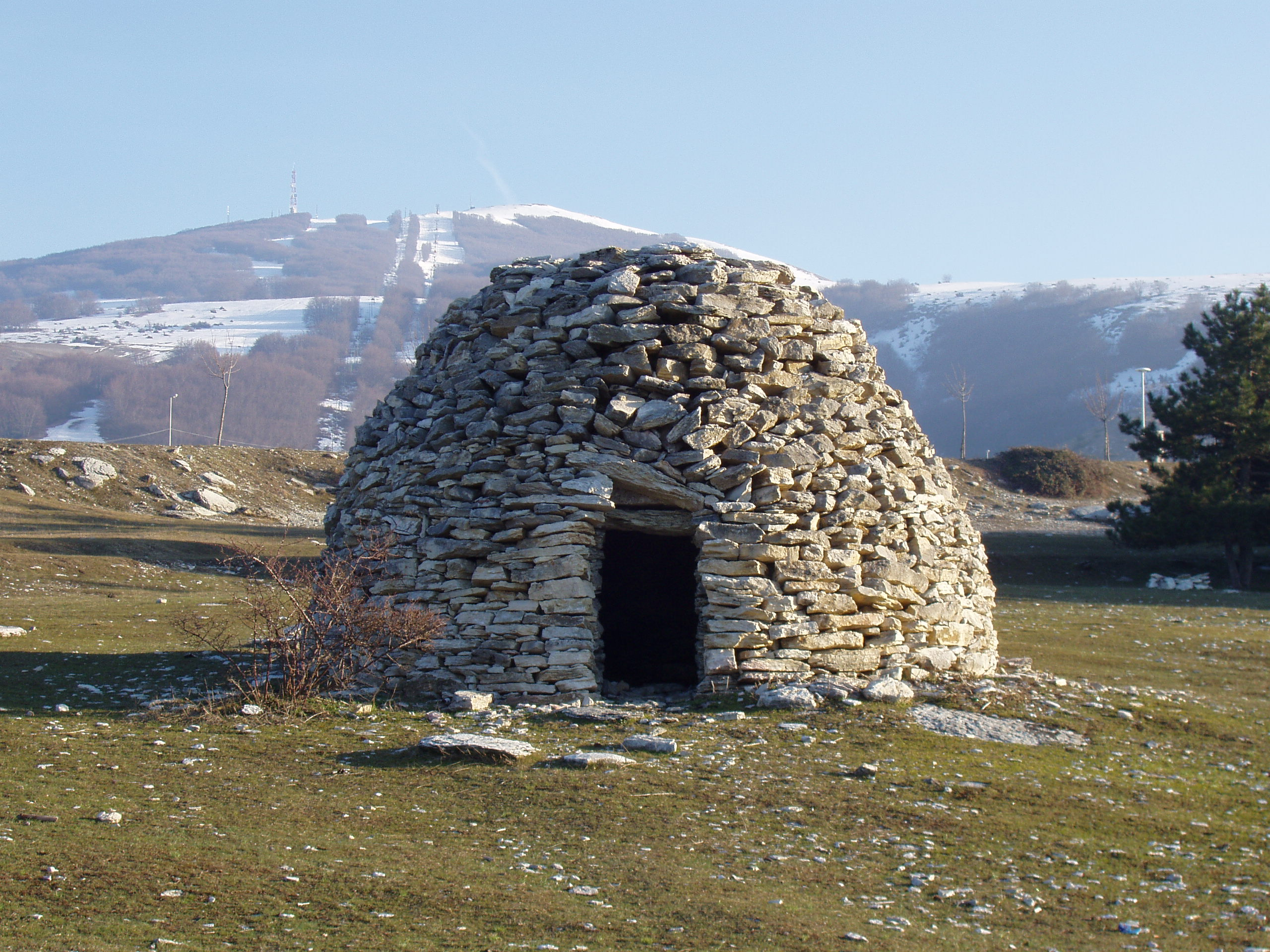
"Caciara" dei monti abruzzesi

Strutture coperte con pseudocupole realizzate accumulando pietre a secco, sono presenti come ricoveri rurali, legate al mondo pastorale, in varie aree del Mediterraneo compresa una vasta area dell'Italia meridionale. La loro forma è generalmente ogivale ma sono presenti anche forme coniche e a campana. Documentano la permanenza, fino a tempi relativamente recenti, di tecniche arcaiche, e facendo rientrare nella definizione di "tholos" anche i trulli e le pajare pugliesi, le "capanne" o "caciare" abruzzesi, i cubburi, i "pagghiari" siciliani e la casita istriana.
Sono presenti testimonianze di strutture a tholos anche in Molise e in Liguria, dove son chiamate "cavanei" e "caselle".  Altre strutture a tholos si ritrovano nell'Italia Meridionale, sull'Appennino Lucano, nel comune di Caggiano.